# It's All right (中村あゆみの曲)
「It's All right」（イッツ・オールライト）は、1990年5月にリリースされた中村あゆみの15枚目のシングルである。
規格品番はHBSL-2037。

## 解説
- 表題曲はテレビ朝日系ドラマ『ザ・刑事』のテーマソングである。
- 本来は90年4月25日発売予定だったが、発売直前になり5月2日に延期になった（詳細は不明）
- 初回生産分のみオリジナルステッカーがついていた。
- 『ミュージックステーション』ではこの曲で初出演し、新社会人(テレビ朝日の新入社員ら)達をバックに大合唱をした。

## 収録曲
1. It's All right
  - 作詞・作曲:中村あゆみ／編曲:古村敏比古
2. パラダイス
  - 作詞:中村あゆみ／作曲・編曲:古村敏比古

## 収録作品
- It's All right
  - BROTHER（Remix）
  - HEART of DIAMONDS II（Remix）
  - BEST COLLECTION HUMMING BIRD YEARS '84-'93
  - Ayumi of AYUMI〜30th Anniversary All Time Best

- パラダイス
  - BEST COLLECTION HUMMING BIRD YEARS '84-'93